# Fibration de Hopf
En géométrie la fibration de Hopf donne une partition de la sphère à 3-dimensions S3 par des grands cercles. Plus précisément, elle définit une structure fibrée sur S3. L'espace de base est la sphère à 2-dimensions S2, la fibre modèle est un cercle S1. Ceci signifie notamment qu'il existe une application p de projection de S3 sur S2, telle que les images réciproques de chaque point de S2 soient des cercles.
Cette structure a été découverte par Heinz Hopf en 1931. Cette fibration peut aussi être interprétée comme un fibré principal{\displaystyle S^{1}\to S^{3}\to S^{2}\,}, dont le groupe structural est le groupe S1 des complexes de module 1.

## Construction dans un plan complexe

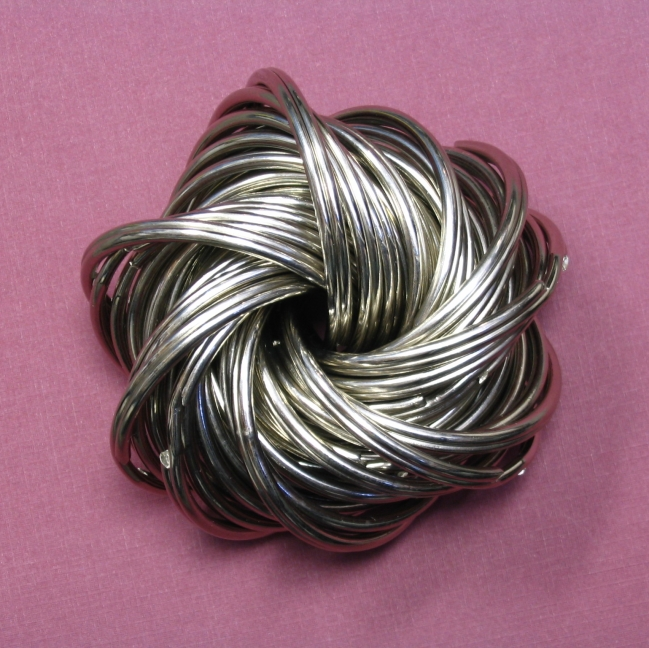
Représentation de la fibration de Hopf à l'aide d'anneaux entrelacés.

La sphère S3 peut être identifiée à l'ensemble des éléments (z0, z1) de ℂ2 qui vérifient |z0|2 + |z1|2 = 1. On fait agir sur ce sous-espace le groupe des complexes de module 1, par la formule
{\displaystyle \lambda \cdot (z_{0},z_{1})=(\lambda z_{0},\lambda z_{1}).}
Les orbites sous cette action de groupe sont clairement des cercles. L'espace quotient est l'espace projectif complexe ℂP1, qui s'identifie à S2 (la sphère de Riemann).
Pour construire une application de projection adaptée à ces notations, on peut introduire l'application de Hopf
{\displaystyle p(z_{0},z_{1})=(|z_{0}|^{2}-|z_{1}|^{2},2z_{0}z_{1}^{*}),}
le premier élément du couple étant réel et le second complexe, on peut voir le résultat comme un point de ℝ3. Si en outre |z0|2 + |z1|2 = 1, alors p(z0, z1) appartient à la sphère unité. Enfin, on observe que p(z0, z1) = p(z2, z3) si et seulement s'il existe λ de module 1 tel que (z2, z3) = (λz0, λz1).
La représentation ci-contre donne une idée de la disposition des fibres-cercles. On peut représenter la sphère S3 privée d'un point par projection stéréographique comme étant l'espace usuel de dimension 3. Le point de S3 que l'on a supprimé se retrouve à l'infini. Il convient d'ajouter aux cercles représentés d'autres cercles continuant à remplir l'espace et un axe perpendiculaire au plan de l'image, qui est le cercle passant par le point à l'infini. Plus précisément, étant donné un parallèle de la sphère S2, son image réciproque (dans ℝ3) par la projection de Hopf est un tore, et les fibres en sont des cercles de Villarceau.

### Extension
Par le même procédé, toute sphère de dimension impaire S2n+1 apparaît comme un espace fibré sur l'espace projectif {\displaystyle \mathbb {C} P^{n}}, avec pour fibres des cercles. Il s'agit en fait d'une restriction du fibré en droites tautologique (en) sur {\displaystyle \mathbb {C} P^{n}} : chaque fibre de ce dernier est une droite complexe, qu'on restreint en un cercle.

### Représentation dans l'espace
Une illustration de la fibration se trouve dans le chapitre 7 de la série Dimensions.